# Cassius Mailula
Cassius Tumelo Mailula (Ga-Molepo, 12 giugno 2001) è un calciatore sudafricano, attaccante del Wydad Casablanca, in prestito dal Toronto FC, e della nazionale sudafricana.

## Carriera

### Club
Mailula è cresciuto nel settore giovanile del M. Sundowns dove si è messo in mostra nella stagione 2022-2023 in cui ha realizzato 19 reti in 34 incontri ed è stato eletto miglior giovane del campionato.
Il 28 luglio 2023 è stato acquistato a titolo definitivo dal Toronto FC con cui ha firmato un contratto fino al 2026. Ha debuttato in MLS il 27 agosto contro il Columbus Crew.

### Nazionale
Nel marzo del 2023 è stato convocato dalla nazionale sudafricana per degli incontri di qualificazione per la Coppa d'Africa 2023. Ha debuttato nella gara casalinga contro la Liberia pareggiata 2-2.

## Statistiche

### Presenze e reti nei club
Statistiche aggiornate al 19 giugno 2025.
| Stagione          | Squadra           | Campionato        | Campionato | Campionato | Coppe nazionali | Coppe nazionali | Coppe nazionali | Coppe continentali | Coppe continentali | Coppe continentali | Altre coppe | Altre coppe | Altre coppe | Totale | Totale | Totale |
| Stagione          | Squadra           | Comp              | Pres       | Reti       | Comp            | Pres            | Reti            | Comp               | Pres               | Reti               | Comp        | Pres        | Reti        | Pres   | Reti   |        |
| ----------------- | ----------------- | ----------------- | ---------- | ---------- | --------------- | --------------- | --------------- | ------------------ | ------------------ | ------------------ | ----------- | ----------- | ----------- | ------ | ------ | ------ |
| 2022-2023         | M. Sundowns       | PD                | 17         | 9          | CS+CdL+M8       | 2+2+2           | 0+3+0           | CCL                | 10                 | 6                  | -           | -           | -           | 33     | 18     |        |
| ago.-ott. 2023    | Toronto FC        | MLS               | 3          | 0          | CC              | -               | -               | -                  | -                  | -                  | LC          | -           | -           | 3      | 0      |        |
| feb.-ago. 2024    | Toronto FC        | MLS               | 2          | 0          | CC              | 3               | 2               | -                  | -                  | -                  | LC          | -           | -           | 5      | 2      |        |
| Totale Toronto FC | Totale Toronto FC | Totale Toronto FC | 5          | 0          |                 | 3               | 2               |                    | -                  | -                  |             | -           | -           | 8      | 2      |        |
| feb.-ago. 2024    | Toronto FC II     | MNP               | 1          | 0          | -               | -               | -               | -                  | -                  | -                  | -           | -           | -           | 1      | 0      |        |
| 2024-2025         | Wydad Casablanca  | B1                | 27         | 5          | CM+EC           | 0+4             | 0               | -                  | -                  | -                  | Cmc         | 3           | 1           | 34     | 6      |        |
| Totale carriera   | Totale carriera   | Totale carriera   | 50         | 14         |                 | 13              | 5               |                    | 10                 | 6                  |             | 3           | 1           | 76     | 26     |        |

### Cronologia presenze e reti in nazionale
| Cronologia completa delle presenze e delle reti in nazionale ― Sudafrica | Cronologia completa delle presenze e delle reti in nazionale ― Sudafrica | Cronologia completa delle presenze e delle reti in nazionale ― Sudafrica | Cronologia completa delle presenze e delle reti in nazionale ― Sudafrica | Cronologia completa delle presenze e delle reti in nazionale ― Sudafrica | Cronologia completa delle presenze e delle reti in nazionale ― Sudafrica | Cronologia completa delle presenze e delle reti in nazionale ― Sudafrica | Cronologia completa delle presenze e delle reti in nazionale ― Sudafrica |
| Data                                                                     | Città                                                                    | In casa                                                                  | Risultato                                                                | Ospiti                                                                   | Competizione                                                             | Reti                                                                     | Note                                                                     |
| ------------------------------------------------------------------------ | ------------------------------------------------------------------------ | ------------------------------------------------------------------------ | ------------------------------------------------------------------------ | ------------------------------------------------------------------------ | ------------------------------------------------------------------------ | ------------------------------------------------------------------------ | ------------------------------------------------------------------------ |
| 24-3-2023                                                                | Soweto                                                                   | Sudafrica                                                                | 2 – 2                                                                    | Liberia                                                                  | Qual. Coppa d'Africa 2023                                                | -                                                                        | 80’                                                                      |
| 28-3-2023                                                                | Monrovia                                                                 | Liberia                                                                  | 1 – 2                                                                    | Sudafrica                                                                | Qual. Coppa d'Africa 2023                                                | -                                                                        | 68’ 90’                                                                  |
| Totale                                                                   |                                                                          | Presenze                                                                 | 2                                                                        |                                                                          | Reti                                                                     | 0                                                                        |                                                                          |

## Palmarès

### Club

#### Competizioni nazionali
- Campionato sudafricano: 1

Mamelodi Sundowns: 2022-2023

#### Competizioni internazionali
- African Football League: 1

Mamelodi Sundowns: 2023